# Brian Talboys

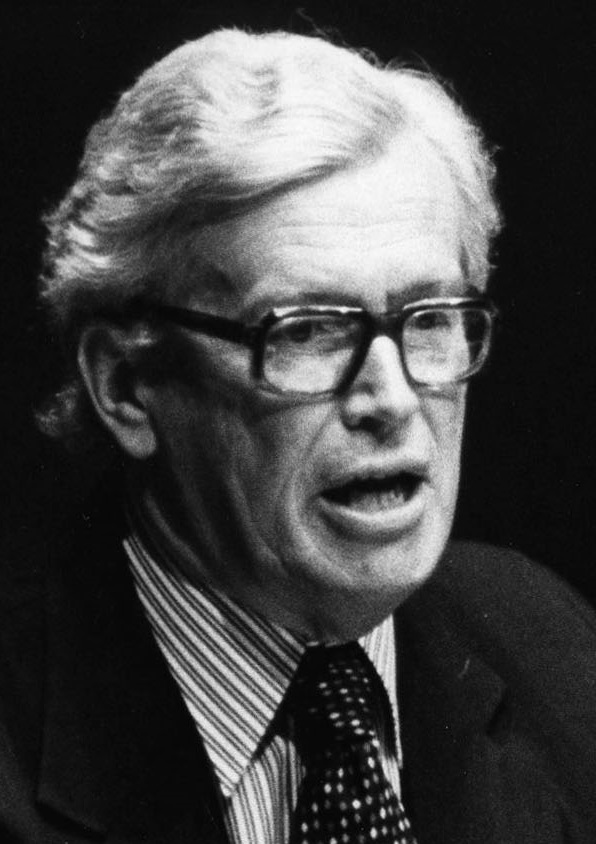
Brian Talboys (1980)

Sir Brian Edward Talboys, AC, CH, KCB (* 7. Juni 1921 in Wanganui; † 3. Juni 2012 in Invercargill) war ein neuseeländischer Politiker.

## Werdegang
Nach dem Schulbesuch studierte er zunächst an der University of Manitoba und nach seiner Rückkehr nach Neuseeland an der Victoria University of Wellington, die er mit einem Bachelor of Arts (B.A.) abschloss. Im Anschluss war er in der Privatwirtschaft in einer Speditionsfirma tätig, ehe er Assistent des Herausgebers einer Zeitung für Landwirte war. Während des Zweiten Weltkrieges leistete er seinen Militärdienst bei der Royal New Zealand Air Force und war nach Kriegsende als Farmer in Southland tätig.
Seine politische Laufbahn begann er 1957 als Kandidat der New Zealand National Party (NP) mit der erstmaligen Wahl zum Mitglied des Repräsentantenhauses (New Zealand House of Representatives), in dem er bis zu seinem Ausscheiden aus der Politik 1981 den Wahlkreis Wallace vertrat.
1961 kam es in der Frage der Abschaffung der Todesstrafe in Neuseeland zu einer Gewissensabstimmung im Parlament. Dabei votierten zehn Abgeordnete von National gemeinsam mit New Zealand Labour Party (LP), so dass sich mit 41 zu 30 Stimmen eine Mehrheit von 11 Stimmen gegen die Todesstrafe ergab. Diese zehn Abgeordneten waren neben Talboys Ernest Aderman, Gordon Grieve, Ralph Hanan, Duncan MacIntyre, Robert Muldoon, Herbert Pickering, Logan Sloane, Esme Tombleson und Herbert John Walker. Damit wurde die Todesstrafe für Mord abgeschafft, blieb aber für Verrat und ähnliche Verbrechen in Kraft.
Der Premierminister Keith Holyoake ernannte ihn 1962 zum Landwirtschaftsminister (Minister of Agriculture) in dessen Kabinett. 1964 wurde er zusätzlich Wissenschaftsminister (Minister of Science) und 1969 nach der Niederlegung des Amtes des Landwirtschaftsministers auch Erziehungsminister (Minister of Education). Von Februar bis zur Wahlniederlage der NP Dezember 1972 war er in der Regierung von Premierminister Jack Marshall auch Minister für Handel und Industrie (Minister of Trade and Industrie). 1974 erfolgte seine Wahl zum Stellvertretenden Vorsitzenden der NP.
Nach dem erneuten Wahlsieg der NP berief ihn Premierminister Robert Muldoon am 12. Dezember 1975 zum Stellvertretenden Premierminister (Deputy Prime Minister) und Außenminister in sein Kabinett. Zugleich war er auch Minister für Überseehandel (Minister of Overseas Trade) sowie für Nationale Entwicklung (Minister of National Development).
1980 kam es zum sogenannten „Colonel's Coup“, bei dem Talboys aus Unzufriedenheit mit der Arbeit von Muldoon neuer Vorsitzender der NP werden sollte. Zu den Unterstützern dieses fehlgeschlagenen Machtwechsels gehörten Generalstaatsanwalt und Justizminister Jim McLay, Arbeitsminister Jim Bolger, Vizefinanzminister Derek Quigley sowie Gesundheitsminister George Gair. Talboys selbst widerstrebte die Ablösung des Parteivorsitzenden. Nachdem der Sturz Muldoons fehlschlug, wurde er 1980 als Vizepremier durch Duncan MacIntyre abgelöst.
Nach sechsjähriger Tätigkeit trat er am 11. Dezember 1981 zurück und wurde als Außenminister durch den bisherigen Tourismusminister Warren Cooper abgelöst.
Nach seinem Ausscheiden aus der Politik war er in der Privatwirtschaft tätig.
Für seine Verdienste wurde er im Juni 1991 zum Knight Commander des Order of the Bath geschlagen und führte daher den Namenszusatz „Sir“. Darüber hinaus war er seit 1981 unter anderem Mitglied des Order of the Companions of Honour.